# Henri Cerutti
Henri Cerutti, né le 4 janvier 1911 à Husseren-Wesserling et mort le 2 septembre 1968 à Chaville, est un illustrateur, scénariste et réalisateur de cinéma français. Sa carrière d’affichiste s’étend des années 1930 jusqu’au milieu des années 1960. Il réalise par ailleurs une dizaine de court-métrages basés sur des chansons.

## Films
- Le Vieux Château, basé sur une chanson de Mireille et Jean Nohain, interprétée par Pills et Tabet, sonore, noir et blanc, 3 minutes.

## Affiches de cinéma

### Années 1930
- 1931 : Bric-à-brac et compagnie, d’André Chotin
- 1932 : La Petite Chocolatière, d’André Berthomieu
- 1934 : Angèle, de Marcel Pagnol
- 1935 :
  - Le Fils prodigue, de Luis Trenker
  - Koenigsmark, de Maurice Tourneur
- 1936 : Baccara, d’Yves Mirande
- 1939 : La Grande Inconnue, de Jean d’Esme

### Années 1940
- 1943 : Le Colonel Chabert, de René Le Hénaff
- 1944 : Lucrèce, de Léo Joannon
- 1945 : Fanny, de Marc Allégret
- 1946 :
  - La Grande Aventure, de John Boulting
  - Gringalet, d'André Berthomieu
  - Marius, d'Alexander Korda
  - Mensonges, de Jean Stelli
  - Pas si bête, d’André Berthomieu
  - La Symphonie pastorale, de Jean Delannoy
- 1948 : 
  - Famoro le Tyran, de Georges Régnier
  - Les Frères Bouquinquant, de Louis Daquin
  - L'Impeccable Henri, de Charles-Félix Tavano
  - Le Mystère de la chambre jaune, de Henri Aisner
- 1949 : Les Chaussons rouges, de Michael Powell et Emeric Pressburger

### Années 1950
- 1950 :
  - Ils ont vingt ans, de René Delacroix
  - Jeannot l'intrépide, de Jean Image
  - Millionnaires d'un jour, d’André Hunebelle
  - On demande un bandit, de Henri Verneuil
  - È primavera, de Renato Castellani
- 1951 :
  - Chacun son tour, d’André Berthomieu
  - Maître après Dieu, de Louis Daquin
  - Le Roi des camelots, d’André Berthomieu
- 1952 : Édouard et Caroline, de Jacques Becker
- 1953 :
  - Les Chemises rouges, de Goffredo Alessandrini
  - Légère et court vêtue, de Jean Laviron
  - Légion étrangère, de Basilio Franchina
  - Mon mari est merveilleux, d’André Hunebelle
  - Qui est sans péché ?, de Raffaello Matarazzo
  - Le Trou normand, de Jean Boyer
  - La Vérité sur Bébé Donge, de Henri Decoin
- 1954 :
  - Le Blé en herbe, de Claude Autant-Lara
  - Le Comte de Monte-Cristo, de Robert Vernay
  - La Comtesse aux pieds nus, de Joseph L. Mankiewicz
  - Enquête à Venise, de Ralph Thomas
  - La Forêt de la terreur, de Lew Landers
  - Gamin de Paris, de Georges Jaffé
  - J’y suis, j’y reste, de Maurice Labro
  - Le Sillage de la mort, de Lew Landers
- 1955 : La Tour de Nesle, d’Abel Gance
- 1956 :
  - Les Aventures de Gil Blas de Santillane, de René Jolivet
  - Le Couturier de ces dames, de Jean Boyer
- 1958 : Taxi, Roulotte et Corrida, d’André Hunebelle
- 1959 : La Chaîne, de Stanley Kramer

### Années 1960
- 1962 : Lemmy pour les dames, de Bernard Borderie
- 1964 : 
  - Allez France !, de Robert Dhéry
  - Les Pieds Nickelés, de Jean-Claude Chambon

### Ressorties
- Le Secret des cinq clefs (Einer gegen alle, 1927), de Nunzio Malasomma
- Le Talion (1928), de Tod Browning

## Affiches politiques
- 1941 : France, prends garde aux revenants !